# Hồng Hóa
Hồng Hóa là một xã thuộc huyện Minh Hóa, tỉnh Quảng Bình, Việt Nam.

## Địa lý
Xã Hồng Hóa nằm ở phía bắc huyện Minh Hóa, có vị trí địa lý:
- Phía đông và phía bắc giáp huyện Tuyên Hóa
- Phía tây giáp xã Hóa Phúc và xã Hóa Hợp
- Phía nam giáp xã Yên Hóa và xã Xuân Hóa.

Xã Hồng Hóa có diện tích 71,59 km², dân số năm 2019 là 3.565 người, mật độ dân số đạt 50 người/km².

## Hành chính
Xã Hồng Hóa được chia thành 8 thôn: Quảng Hóa, Roòng, Rục, Tiến Hóa, Trấu, Văn Hóa, Vè, Yên Hồng.